# 寡毛纲 (纤毛虫)
寡毛纲（學名：Oligotrichea）之下只有下列兩個亚纲：
- Halteriia
- 寡毛亚纲 Oligotrichia

## 外部連結
- 維基物種上的相關：寡毛纲